# Здание торговой школы (Ростов-на-Дону)
Здание торговой школы — здание в Ростове-на-Дону, построенное в 1905 году для торговой школы при Ростовском коммерческом мужском училище. В настоящее время здание является одним из корпусов Южного федерального университета. Здание торговой школы имеет статус объекта культурного наследия регионального значения.

## История
Ростовское коммерческое мужское училище было основано в 1900 году. На следующий год при училище была открыта торговая школа. Собственное здание для торговой школы было построено в 1905 году на Сенной улице (ныне улица Максима Горького). При торговой школе была домовая училищная церковь Покрова Пресвятой Богородицы (не сохранилась). В 1915 году в здании школы выступал с концертом композитор и пианист С. В. Рахманинов. Позднее здание торговой школы стало одним из корпусов Ростовского государственного университета. В настоящее время в здании размещаются юридический и экономический факультеты Южного федерального университета.
Постановлением Главы Администрации Ростовской области № 411 от 9 октября 1998 года здание торговой школы было взято под государственную охрану как объект культурного наследия регионального значения.

## Архитектура
Кирпичное здание торговой школы имеет три этажа, подвал и четырёхскатную чердачную крышу. Главный фасад с ритмическим рядом оконных проёмов имеет симметричную композицию. Центральная часть фасада выделена ризалитом и карнизом со сложным профилем. Последние два этажа оформлены лопатками, соединёнными над окнами третьего этажа лучковыми перемычками. Полуциркульную арку главного входа украшают архивольты.
Главный фасад выходит на красную линию улицы Максима Горького. Здание Н-образное в плане. Учебные аудитории и другие помещения располагаются вокруг лестничного холла.

## Мемориальные доски

Мемориальная доска Солженицыну

- В 1993 году на фасаде здания была установлена мемориальная доска с текстом[5]: В этом здании (бывшей Торговой школе) в 1915 году выступал с концертами великий русский композитор и пианист Сергей Васильевич Рахманинов.
- 11 декабря 2011 года на стене здания была торжественно открыта мемориальная доска Александру Солженицыну (с 1936 по 1941 год он учился на физико-математическом факультете Ростовского государственного университета). Барельеф был изготовлен скульптором Дмитрием Лындиным[6][7].